# Conocara paxtoni
Conocara paxtoni is een straalvinnige vissensoort uit de familie van de gladkopvissen (Alepocephalidae). De wetenschappelijke naam van de soort is voor het eerst geldig gepubliceerd in 2009 door Sazonov, Williams & Kobyliansky.